# Электронная очередь
Электронная очередь — это программно-аппаратный комплекс, позволяющий формализовать и оптимизировать управление потоком посетителей. Главная цель системы электронной очереди — целенаправленное направление посетителей внутри организации и получение информации о наиболее востребованных услугах, время их оказания и т.д.

## Назначение
Электронные системы управления потоками клиентов помогают изменить и повысить качество обслуживания. В случае необходимости позволяют организовать запись посетителей на прием по времени и дате. Системы электронной очереди позволяют на основе полученных в процессе работы данных оптимизировать обслуживание или разрабатывать новые методики, а также оперативно вносить коррективы. Следствием применения систем электронных очередей является улучшение общего климата обслуживания и более высокий коэффициент работы персонала учреждения.
Система электронной очереди отличается от систем «вызова клиента» тем, что позволяет ввести гибко настраиваемый алгоритм управления потоком клиентов, вести учёт и статистику работы операторов и интенсивности потока, что позволяет эффективно планировать нагрузку на операторов, а также использовать информационные табло для отображения рекламной информации. Кроме этого, в системе предусмотрены функции управления настройками системы и её исполнительными модулями. Данный тип систем можно отнести к on-line системам, работающим и управляемым в реальном времени.

## Области применения
- операционные залы банков
- центры выплат страховых компаний
- клиентские центры операторов сотовой связи
- сотовые и стационарные операторы
- государственные учреждение (например, налоговые и регистрационные службы, посольства и консульские учреждения)
- пенсионные фонды
- медицинские центры
- туристические компании
- визовые центры
- автосалоны, автосервисы
- нотариальные и адвокатские конторы
- авиа- и железнодорожные кассы
- операционные залы отделений связи
- многофункциональные центры предоставления государственных и муниципальных услуг

## Состав системы (пример)

### Пункт регистрации очереди
Пульт регистрации, диспенсер талонов, номерковый аппарат или терминал регистрации — это устройство, позволяющее клиенту выбрать услугу и получить номер очереди (талон с номером). Пульты регистрации бывают сенсорные и кнопочные. Сенсорные пульты регистрации помимо функции выдачи талонов, могут иметь расширенную функциональность, например, встроенную справочную систему или систему оценки качества обслуживания (отзывы). Самый простой вариант реализации данного компонента системы — лента с заранее напечатанными номерами очереди.

### Пульт оператора аппаратный
Пульт оператора аппаратный — это устройство, применяемое для вызова клиентов из очереди, также оно позволяет перенаправить клиента к другому оператору или завершить обслуживание. Как правило, оно имеет цифровые кнопки и несколько специализированных.

### Пульт оператора виртуальный
Пульт оператора виртуальный — это программное обеспечение, заменяющее пульт оператора аппаратный.

### Главное табло
Главное табло — это устройство, находящееся в зоне ожидания и применяемое для отображения текущего состояния очереди. Как правило, оно отображает список последних вызванных клиентов в порядке FIFO. В качестве главного табло может применяться плазменный телевизор или светодиодное табло.

### Табло оператора
Табло оператора — это устройство, позволяющее продублировать информацию главного табло по конкретному вызванному клиенту. В качестве табло оператора применяются мониторы, телевизоры и светодиодные табло. Во многих случаях от применения данного устройства можно отказаться, поскольку оно дублирует информацию главного табло. В таком случае рабочее место оператора помечают табличкой с номером.

### Система голосового оповещения
Система голосового оповещения — это программно-аппаратное решение, позволяющее дублировать функциональность главных табло и табло оператора. При вызове нового клиента система произносит номер его очереди и номер окна (пульта оператора), где его будут обслуживать. Электронная очередь может функционировать только в режиме голосовых оповещений, то есть без главных табло и табло оператора.

### Система оценки качества
Система оценки качества — это программно-аппаратное решение, дополняющее функциональность электронной очереди. Оно позволяет оценить результаты оказания услуг по заранее заданной шкале. Данная функциональность может быть реализована как с помощью отдельных аппаратных устройств, таких как аппаратные пульты системы оценки качества, так и с помощью интеграции с существующими компонентами электронной очереди, такими как виртуальный пульт оператора или пульт регистрации.

#### Аппаратный пульт системы оценки качества
Аппаратный пульт системы оценки качества — это устройство с несколькими кнопками, позволяющее выбрать один из вариантов оценки качества оказания услуги. Как правило, интерфейс устройства очень интуитивен — кнопки маркируются смайликами.

### Система контроля исполнения
Система контроля исполнения — это программное решение, дополняющее функциональность электронной очереди. Такая система позволяет осуществлять контроль сроков оказания услуг. С её помощью оператор в момент оказания услуги создает заявку на исполнение, а в дальнейшем система позволяет отслеживать статус заявки. В тех случаях, когда требуется хранение сопутствующих услуге документов, целесообразно применять полноценную систему электронного документооборота.

### Система событийного видеонаблюдения
Система событийного видеонаблюдения — это программно-аппаратное решение, дополняющее функциональность электронной очереди. Оно позволяет записывать и хранить видеозаписи, а также получать от системы электронной очереди события, такие как получение талона на пункте регистрации, начало оказания услуги, окончание оказания услуги, перенаправление клиента от одного оператора к другому, оценка клиентом качества обслуживания с помощью аппаратного пульта системы оценки качества и так далее. События, полученные от системы управления очередью, синхронизируются с видеорядом, что позволяет отобрать видеофрагменты с участием клиента, оператора или единицы оборудования.

### Система смс-оповещения
Система смс-оповещения — это программно-аппаратное решение, дополняющее функциональность электронной очереди. Эта система, используя мобильный номер клиента, полученный путём ввода вручную при регистрации на киоске или путём отправки смс-сообщения с номером талона клиентом на определенный номер, позволяет уведомлять данного клиента о приближении времени вызова заранее путём отправки ответного смс-сообщения через GSM-модем. Как правило, подобные системы имеют специальные алгоритмы статистического анализа, благодаря которым, основываясь на накопленных данных, можно точно предсказывать время, за которое требуется вызывать клиента. В случае тесной интеграции с электронной очередью возможна и обратная связь, можно передвинуть время вызова клиента, чтобы оно совпало с предсказанным.

### Система управления контентом
Система управления контентом — это программно-аппаратное решение, дополняющее функциональность электронной очереди. Эта система, позволяет централизованно или локально получать различные данные, такие как видеозаписи, аудиозаписи, графические изображения, для их последующего вывода согласно расписанию на главные табло и табло операторов. Такая система может использоваться как в целях размещения рекламы, так и в целях оповещения населения в чрезвычайных ситуациях. Например, некоторые системы управления очередью имеют возможность взаимодействия с системой оповещения.

### Система внутренней навигации
Система внутренней навигации — это программно-аппаратное решение, дополняющее функциональность электронной очереди. Эта система, позволяет задавать правила навигации внутри помещения, где развернута система управления очередью. Минимальный функционал такой системы выглядит следующим образом — на главное табло выводятся стрелки, указывающие направление к соответствующему оператору. Однако в помещениях сложной конфигурации в таком виде система не применима. В таком случае статическая карта навигации отображается на отдельном табло или возможно динамическое отображение на киоске, если в соответствующем меню ввести номер талона после вызова. Также для навигации могут быть использованы цветные линии на полу.

## Алгоритм функционирования
Клиент подходит к номерковому аппарату и получает талон с номером очереди. Далее он, находясь в зоне ожидания, наблюдает за прохождением очереди.
Оператор вызывает посетителей с помощью пульта оператора. При вызове очередного посетителя на главном табло и табло оператора появляется номер очереди клиента и номер стойки (номер табло оператора), также номер очереди объявляется в системе голосового оповещения. После оказания услуги оператор вызывает следующего клиента. Клиент может оценить качество оказания услуги с помощью аппаратного пульта системы оценки качества или на пункте регистрации. 

## Свободно распространяемые системы
Хотя большинство систем управления очередями являются закрытыми коммерческими проектами, существуют также и свободно распространяемые системы с открытым кодом, которые работают на стандартном компьютерном оборудовании. Код таких программ доступен всем желающим. Распространяются такие программные продукты под одной из версий лицензий GNU GPL.